# WENDY 〜It's You〜
「WENDY 〜It's You〜」（ウェンディ・イッツ・ユー）は、日本のロックバンドであるSPYAIRの楽曲。同バンドの9枚目のシングルとして2012年11月21日にSony Music Associated Recordsからリリースされた。

## 概要
SEAMOとのコラボレーションシングル「ROCK THIS WAY」からは約1か月ぶりのリリースで、SPYAIR単独名義としては「Naked」以来、約2か月半ぶりのリリースとなる。初回生産限定盤には、「WENDY 〜It's You〜」のミュージック・ビデオを収録したDVDが付属されている。また、5人体制でリリースするシングルとしては最後の作品である。
表題曲の「WENDY 〜It's You〜」はNHK総合系ドラマ『恋するハエ女』の主題歌で、このドラマのようなラブコメにあうミディアム・ポップ・ロックになっていて、頑張る人の背中を押すメッセージソングである。このドラマの制作者である、NHK名古屋放送局のプロデューサーが、SPYAIRのライヴを見て、彼らの前向きでパワー溢れる楽曲やライヴの熱量に感銘を受け、SPYAIRに楽曲制作の依頼をすることとなった。
表題曲「WENDY 〜It's You〜」のミュージック・ビデオでは、初の一発完全ノーカット撮りに挑戦している。リハーサルに5時間、12テイクかけた撮影であり、しかも現地に行かないと決まらないことが多かったというので、とても撮影に苦労したという。そんなミュージックビデオは、演奏シーンがほとんどなく、落ち込んでいて、元気のない少女がどんどん成長していく横で、メンバーがそれぞれ、少女を笑わせたりしようと励ます、ストーリー仕立ての作品になっている。

## 収録曲

### CD
- 全作詞：MOMIKEN、全作曲・編曲：UZ

1. WENDY 〜It's You〜 [3:10]
  - NHK総合系ドラマ『恋するハエ女』主題歌

「SPYAIR流の『プリティ・ウーマン』」をテーマに、ドラマのために書き下ろした曲。
作曲したUZは、このテーマを受け、「このテーマだと激しいロックにはならないですから、振り切ってポップな曲にしてみました」とコメントしている。また、普段のレコーディングでは、ドラム、ベース、ギター、ボーカルの順に撮っているが、初の試みとして、ドラム、ベース、ギターを同時に撮ることに挑戦している。これについてKENTAは、「ノリが重要な曲なので、ライブのときのようにみんなで一緒に音を出すというのがすごく効果的なんじゃないかな」とコメントしている[8]。
2. Blowing [3:23]
『Just Do It』制作後に出来た曲で、それをラテン風にアレンジしたもの[10]。パーカッションなどが加わっており、「実験的な曲となった」とUZはコメントしている[8]。
リリース以降暫くライブでは演奏されなかったが、ワンマンライブ「JUST LIKE THIS 2015」で初披露された。

### DVD（初回生産限定盤のみ）
1. WENDY 〜It's You〜 (Music video)

## 収録アルバム
WENDY 〜It's You〜
- 『MILLION』（BONUS DISC #2）
- 『BEST』（#7）

Blowing
- 『MILLION』（BONUS DISC #3）
- 『BEST』（BONUS DISC #3）